# Paul Patrick Donoghue
Paul Donoghue SM (Auckland, 18 de janeiro de 1949) é Bispo de Rarotonga.
Paul Donoghue entrou na congregação dos Padres Maristas, fez sua profissão em 7 de janeiro de 1969 e foi ordenado sacerdote em 29 de junho de 1975.
Papa Bento XVI nomeou-o bispo de Rarotonga em 11 de abril de 2011. Foi ordenado bispo pelo ex-bispo de Rarotonga, Stuart France O'Connell SM, em 16 de julho do mesmo ano; Os co-consagradores foram Charles Daniel Balvo, Núncio Apostólico na Nova Zelândia e nos Estados Federados da Micronésia, e Denis George Browne, Bispo de Hamilton na Nova Zelândia.
O bispo Donoghue é presidente da Conferência Episcopal do Pacífico desde 2016.